# نيكولا هاسلر
نيكولا هاسلر (بالألمانية: Nicolas Hasler) هو لاعب كرة قدم ليختنشتاني، ولد في 4 مايو 1991 في فادوتس في ليختنشتاين. شارك مع منتخب ليختنشتاين تحت 21 سنة لكرة القدم ومنتخب ليختنشتاين لكرة القدم. أما مع النوادي، فقد لعب مع نادي فادوتس.

## وصلات خارجية
- نيكولا هاسلر على موقع الاتحاد الدولي (مؤرشف)  (الإنجليزية)
- نيكولا هاسلر على موقع الاتحاد الأوربي (الإنجليزية)
- نيكولا هاسلر على موقع الدوري الأمريكي (الإنجليزية)
- نيكولا هاسلر على موقع قاعدة بيانات كرة القدم.إي يو (الإنجليزية)
- نيكولا هاسلر على موقع ناشيونال فوتبول تيمز (الإنجليزية)
- نيكولا هاسلر على موقع Soccerway.com (الإنجليزية)
- نيكولا هاسلر على موقع عالم كرة القدم.نت (الإنجليزية)
- نيكولا هاسلر على موقع AS.com (الإسبانية)